# UTC+4:30
UTC+4:30 is de tijdzone voor:

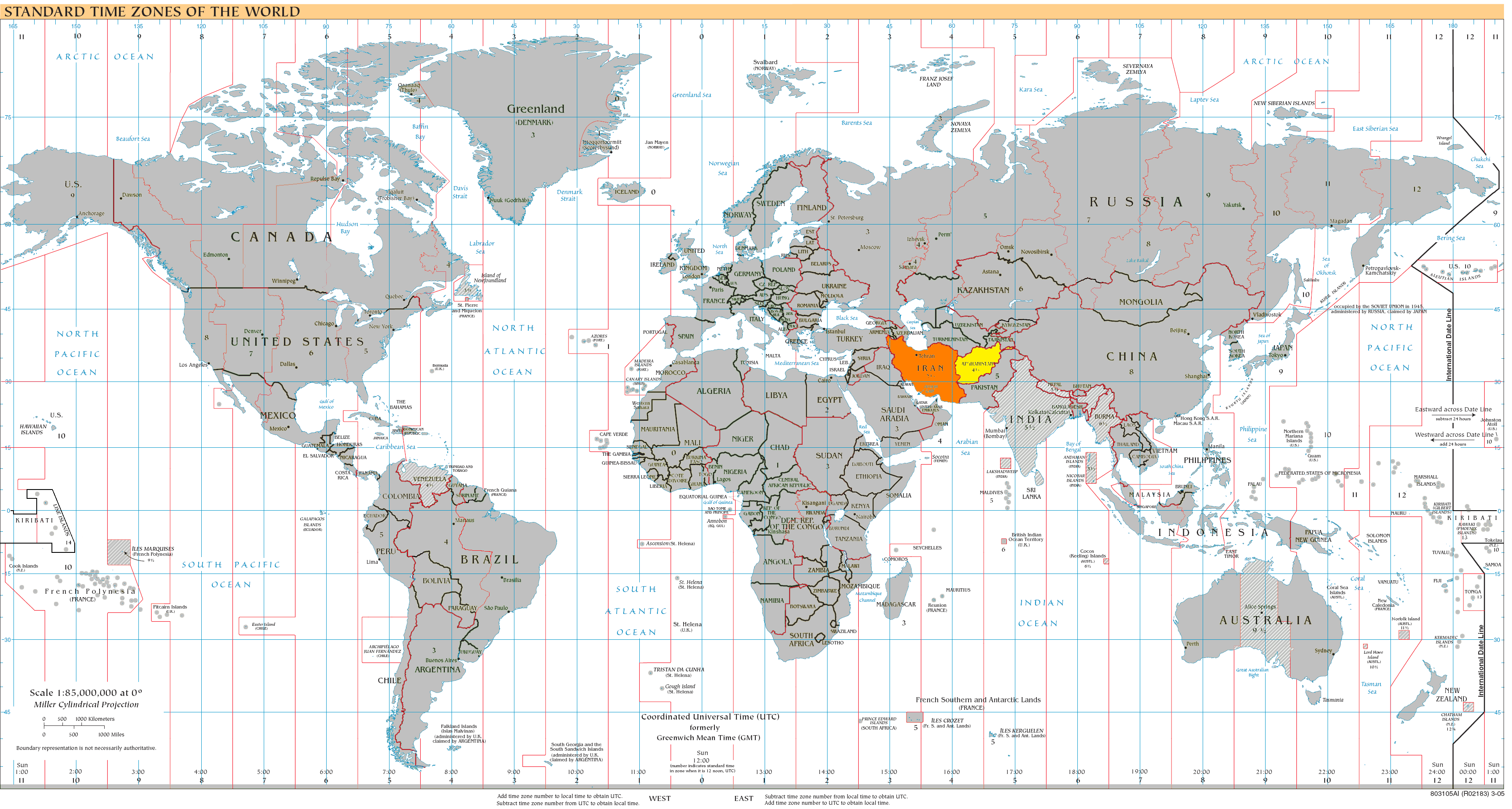
zomertijd noordelijk halfrond
gehele jaar

- Afghanistantijd (AFT) in Afghanistan (geen zomertijd in gebruik) (noordelijk halfrond)

Het was tevens de tijdzone voor Iran in de periodes waarin dat land zomertijd gebruikte.